# Grammatica della lingua franca nova
La lingua franca nova segue l'ordine delle parole SVO (soggetto-verbo-oggetto). Le parole, i sintagmi e le proposizioni alteranti seguono generalmente ciò che alterano.
I sostantivi vengono solitamente presentati dagli articoli (la (il), un (un)) o da altri determinanti. Ad eccezione del plurale (-s o -es), i sostantivi non variano. Il ruolo di un sostantivo in una frase viene determinato dall'ordine delle parole e dalle preposizioni.
I pronomi personali sono invarianti: me (io), tu (tu), el (egli/ella); nos (noi), vos (voi), los (essi/esse). I pronomi riflessivi sono gli stessi, tranne la terza persona (singolare e plurale), che usa se (sé). I determinanti possessivi sono mea (mio), tua (tuo), sua (suo), nosa (nostro) e vosa (vostro).
I verbi non variano. Il tempo e il modo sono indicati dalle particelle precedenti: ia per il passato, va per il futuro e ta (facoltativo) per il modo ipotetico. Il participio presente termina in -nte e il participio passato termina in -da. Questi si possono usare con es (essere) per creare rispettivamente l'aspetto continuativo e la forma passiva. L'infinito ha la stessa forma del verbo semplice.
Gli aggettivi non variano, e gli avverbi non sono distinti dagli aggettivi. Le espressioni comparative vengono formate con plu (più) o min (meno), e le espressioni superlative vengono formate con la plu (il più) o la min (il meno).

## Ordine delle parole
Le frasi in lingua franca nova hanno un ordine delle parole rigoroso. L'ordine generale è:
sintagma nominale del soggetto – sintagma verbale – (sintagma nominale del complemento oggetto)
- Joan core. – Joan corre.
- Maria oia Joan. – Maria sente Joan.

Un sintagma nominale ha questo ordine:
(determinanti) – sostantivo – (aggettivi)
- elefantes (degli elefanti)
- la tre omes grande (i tre uomini grandi)
- la multe femes peti (le tante donne piccole)

Un sintagma verbale ha questo ordine:
(preverbi) – verbo – (verbo) – (averbi)
- core (corre)
- no ia nesesa come rapida (non aveva bisogno di mangiare rapidamente)
- va debe come lenta (dovrà mangiare lentamente)

Un sintagma preposizionale segue generalmente le parole che altera, e ha questo ordine:
preposizione – sintagma nominale
- en la cosina (nella cucina)
- pos medianote (dopo mezzanotte)

## Sostantivi
Il ruolo dei sostantivi in una frase è indicato dalle preposizioni e dall'ordine delle parole. Non ci sono i casi grammaticali.
Il plurale dei sostantivi viene creato aggiungendo -s ai sostantivi che finiscono per vocale, o -es ai sostantivi che finiscono per consonante. Ciò non cambia l'accento:
- casa (casa) → casas (case)
- fem (donna) → femes (donne)

Il genere dei sostantivi non viene normalmente indicato. Se necessario, i sostantivi possono essere seguiti da mas (maschio) o fema (femmina):
- un cavalo mas (un cavallo)
- un cavalo fema (una cavalla)

Tradizionalmente un piccolo numero di ruoli ha una forma femminile in -esa. Per esempio:
- prinse (principe), prinsesa (principessa)
- conte (conte), contesa (contessa)

Un piccolo numero di parole per i familiari ha una forma maschile in -o e una forma femminile in -a:
- tio (zio), tia (zia)
- fio (figlio), fia (figlia)
- sposo (marito), sposa (moglie)
- xico (ragazzo), xica (ragazza)

Un numero molto piccolo ha due forme differenti:
- madre (madre), padre (padre)
- sore (sorella), frate (fratello)
- fem (donna), om (uomo)

L'apposizione di un sostantivo con un altro è, per lo più, limitata a nomi e titoli:
- san Josef (san Giuseppe)
- la rio Amazon (il fiume Rio delle Amazzoni)
- Los ia nomi el Joan. – Lo hanno chiamato Joan.

## Determinanti
I determinanti in lingua franca nova precedono il sostantivo che alterano. Ci sono due articoli: la (il) e un (un). Non c'è una forma indefinita per i sostantivi plurali o non numerabili, ma si può usare alga (del) se lo si desidera:
- la om, un fem, e enfantes (l'uomo, una donna e dei bambini)
- me come alga pan e ceso (mangio del pane e formaggio)

La lingua franca nova ha due "predeterminanti", che precedono tutti gli altri:
- tota (tutti)
- ambos (entrambi)

Ha due determinanti dimostrativi:
- esta (questo)
- acel (quello)

Ha due determinanti interrogativi:
- cual (quale)
- cuanto (quanto)

E ha cinque determinanti di selezione o esclusione:
- cada (ciascun)
- cualce (qualunque)
- alga (qualche/alcuni)
- no (nessun)
- sola (unico)

La lingua franca nova ha cinque determinanti possessivi. Sua (suo/loro) viene usato per la terza persona, singolare e plurale:
|            | singolare      | plurale        |
| ---------- | -------------- | -------------- |
| 1ª persona | mea (mio)      | nosa (nostro)  |
| 2ª persona | tua (tuo)      | vosa (vostro)  |
| 3ª persona | sua (suo/loro) | sua (suo/loro) |

- Tua gato es ala. – Il tuo gatto è là.
- No, acel es sua gato. – No, quello è il suo gatto.
- Tu es la ojeto de mea desira. – Tu sei l'oggetto del mio desiderio.
- Mea desira es fol. – Il mio desiderio è folle.

La lingua franca nova ha queste particelle di quantità:
- multe (molti)
- poca (pochi)
- plu (più)
- min (meno)

Si usano anche i numeri per indicare le quantità:
- tre gatos (tre gatti)
- sento balones (cento palloncini)

E ci sono quattro parole di somiglianza e differenza:
- tal (così)
- otra (altri)
- mesma (stesso)
- propre (proprio)

I determinanti hanno un ordine quando se ne usa più di uno:
- Primi: tota o ambos.
- Secondi: la, esta, acel, cual, cuanto, cada, cualce, alga, no, sola o un determinante possessivo.
- Terzi: un, multe, poca, plu, min o un numero.
- Quarti: tal, otra, mesma, sola o propre.

Per esempio:
- tota mea tre fias (tutti i miei tre figli)
- la multe otra cosas (le tante altre cose)

Infine, gli aggettivi bon (buono) e mal (cattivo) si possono mettere prima del sostantivo, ma dopo tutti i determinanti.

## Pronomi
I pronomi in lingua franca nova sono invarianti:
|            | singolare                   | plurale      |
| ---------- | --------------------------- | ------------ |
| 1ª persona | me (io)                     | nos (noi)    |
| 2ª persona | tu (tu)                     | vos (voi)    |
| 3ª persona | el (egli/ella), lo (esso/a) | los (essi/e) |

El (egli/ella) si riferisce alle persone e ai principali animali. Si può estendere metaforicamente il suo uso ad altri animali, robot, tempeste, la luna, ecc. Lo (esso/a) si riferisce a cose, piccoli animali, piante, idee, ecc. Los (essi/e) viene usato per il plurale di entrambi.
La lingua franca nova non ha distinzioni di genere per el e los. Se necessario, si possono usare le parole la fem (la donna), la om (l'uomo), la xica (la ragazza) o la xico (il ragazzo), la fema (la femmina), la mas (il maschio), ecc. Nello stesso modo, si può chiarire quale persona si intende con parole come la vea (il vecchio), la joven (il giovane), la grande (il grande), la peti (il piccolo), ecc. o usando i loro nomi propri.
La lingua franca nova non ha un contrasto tra le forme cortesi e non cortesi della seconda persona: tu (tu) è sempre usato per il singolare, vos (voi) è sempre usato per il plurale.
La lingua franca nova ha un pronome indefinito per le persone, on (si), che viene usato come "man" in tedesco o "on" in francese:
- On debe segue la regulas. – Si devono seguire le regole.

I pronomi riflessivi sono uguali ai pronomi personali, salvo che se (sé) viene usato per tutte le terze persone:
- Me ia embarasa me. – Mi sono imbarazzato.
- El ia vesti se. – Si è vestito.

### Altri pronomi
I determinanti si possono usare come pronomi se non confondono il risultato:
- tota (tutto/i)
- ambos (entrambi)
- esta (questo/i)
- acel (quello/i)
- cada (ciascuno)
- cualce (uno qualunque)
- alga (un po'/alcuni)
- multe (molto/i)
- poca (poco/i)
- plu (più)
- min (meno)
- la plu (la maggior parte)
- la min (la minoranza)

Alcuni altri pronomi ed espressioni pronominali sono derivati dai determinanti:
- totas (tutti)
- ambos (entrambi)
- esta un (questo)
- estas (questi)
- acel un (quello)
- aceles (quelli)
- cadun (= cada person) (ciascuno, ciascuna persona)
- cada cosa (ogni cosa, tutto)
- cualcun (= cualce person) (chiunque, qualunque persona)
- cualce cosa (qualunque cosa)
- cualces (più di uno qualunque)
- algun (= alga person) (qualcuno, qualche persona)
- alga cosa (qualcosa)
- algas (alcuni)
- nun (= no person) (nessuno, nessuna persona)
- no cosa (niente)
- multes (molti)
- pocas (pochi)
- la otra (l'altro)
- un otra (un altro)
- otras (altri)
- la mesma (lo stesso)
- lunlotra (= la un la otra) (l'un l'altro)
- con lunlotra (= la un con la otra) (l'uno con l'altro)
- ecc.

## Verbi
La lingua franca nova non ha le coniugazioni dei verbi, e la forma non varia per indicare persone, pluralità, tempo, modo, aspetto, ecc. Il tempo e il modo vengono indicati da parole denominate "preverbi":
|           | preverbo |
| --------- | -------- |
| presente  | —        |
| passato   | ia       |
| futuro    | va       |
| ipotetico | ta       |

Il tempo presente usa il verbo semplice. È anche usato per indicare azioni e stati abituali, fatti della natura, e come un "tempo storico" nelle narrazioni che sono già chiaramente nel passato:
- El come. – Egli mangia.
- La sol leva en la este. – Il sole sorge ad est.
- Me labora a la universia. – Lavoro all'università.

Il tempo passato viene indicato dalla particella ia:
- El ia come. – Egli ha mangiato.
- La clima ia es plu fria en la edas glasial. – Il clima era più freddo nelle ere glaciali.

Il tempo futuro viene indicato dalla particella va:
- El va come. – Egli mangerà.
- La clima va es plu calda en la futur. – Il clima sarà più caldo in futuro.

La lingua franca nova ha anche una particella facoltativa, ta che indica la irrealtà e può essere utilizzata dove altre lingue userebbero un modo condizionale (ipotetico) o congiuntivo:
- Me duta ce el ta vade. – Dubito che egli stia andando.
- Me ta es felis si la sol ta brilia. – Sarei felice se splendesse il sole.

Per indicare il condizionale passato, quando non è evidente alcuna altra indicazione del passato, si può usare ia ta:
- Me ia ta es un bon re. – Sarei stato un buon re.

Ta viene usato anche nell'espressione ta ce, che esprime un desiderio di chi parla:
- Ta ce la re vive longa! – Lunga vita al re!
- Ta ce nos vade! – Andiamo!

Alcuni avverbi, verbi precedenti e preposizioni aggiungono accuratezza ai tempi. Per esempio:
- Me ia come ante aora. – Ho mangiato prima.
- Me ia come plu temprana. – Ho mangiato prima.
- Me ia fini leje la libro. – Ho finito di leggere il libro.
- Me ia comensa leje la libro. – Ho iniziato a leggere il libro.
- Me come aora. – Sto mangiando adesso.
- Me va come pos alora. – Mangerò dopo.
- Me va come plu tarda. – Mangerò più tardi.
- Me va come pronto. – Mangerò tra poco.

L'avverbio ja (già) può essere utilizzato per esprimere ciò che in altre lingue è l'aspetto perfettivo:
- Me ia come ja. – Ho già mangiato.
- El ia fini ja sua laboras cuando nos ia ariva. – Aveva già finito i suoi lavori quando siamo arrivati.

Ci sono anche due espressioni idomatiche:
- Me veni de come. – Vengo a mangiare.
- Me vade a come. – Vado a mangiare.

La negazione viene indicata aggiungendo no (non) prima della particella di tempo o (nel tempo presente) prima del verbo. Una negazione più forte viene indicata dall'avverbio nunca (mai) dopo il verbo:
- El no ia pensa ce algun es asi. – Non pensava che qualcuno fosse qui.
- Me no parti. – Io non vado via.
- Me va parti nunca de tu. – Non andrò mai via da te.

Si preferisce non utilizzare le doppie negazioni.

### Soggetto e complemento oggetto
Alcuni verbi non transitivi possono essere trasformati in verbi causali (e transitivi) spostando il soggetto al posto del complemento oggetto e aggiungendo un nuovo soggetto:
- La acua ia boli. – L'acqua bolliva.
- Me ia boli la acua. – Ho bollito l'acqua.

Allo stesso modo, si può far sì che i verbi transitivi diventino riflessivi aggiungendo me (me), se (sé), ecc.:
- Me lava me. – Io mi lavo.
- El ama se. – Egli ama se stesso.

I comandi vengono indicati dalla caduta del soggetto (ossia tu (tu) o vos (voi)):
- Vade! – Va'!
- Boli la acua! – Bolli l'acqua!

I verbi che non hanno dei soggetti chiari, come i verbi meteorologici, hanno bisogno di un "pronome fittizio", come lo (esso) o on (si):
- Lo neva. – Nevica.
- Lo va pluve. – Pioverà.
- Lo es tro calda en esta sala. – Fa troppo caldo in questa stanza.
- Lo pare ce tu es coreta. – Sembra che tu abbia ragione.
- On no ave pexes en esta lago. – Non ci sono pesci in questo lago.
- On ave multe persones asi oji. – Ci sono molte persone qui oggi.

I verbi possono essere trasformati in aggettivi. Il participio presente viene formato aggiungendo -nte al verbo; per esempio, come (mangiare) diventa comente (mangiante). Ma questa forma non si usa mai come gerundio (il nome di un'azione), come in inglese e in altre lingue.
Il participio presente può seguire il verbo es (essere) e viene usato per esprimere ciò che in altre lingue è l'aspetto continuativo (imperfettivo), sottolineando l'idea che il soggetto è nel mezzo di un'azione o procede:
- Nos ia es comente cuando la tempesta ia comensa. – Stavamo mangiando quando è cominciata la tempesta.

Il participio passato viene formato aggiungendo -da al verbo. Per esempio, come diventa comeda (mangiato). Ciò non deve mai essere confuso con il tempo passato, come in inglese e in altre lingue.
Anche il participio passato può seguire il verbo es, e viene usato per esprimere la forma passiva:
- Si los no es cauta, los va es comeda par selacos. – Se non sono attenti, saranno mangiati dagli squali.

Ci sono anche altri modi per esprimere l'aspetto continuativo e il passivo:
- Nos continua come selaco. – Continuiamo a mangiare (carne di) squalo.
- Me trema ancora de la pluve fria. – Tremo ancora per la pioggia fredda.
- Algun va come nos. – Qualcuno ci mangerà.
- On pote cambia verbos a ajetivos. – I verbi si possono trasformare in aggettivi.

I verbi possono essere usati come sostantivi senza cambiamenti, aggiungendo un determinante. Un complemento oggetto può essere indicato da de (di), e il soggetto da par (da). Senza il determinante, la parola svolge il compito di infinitivo, e un complemento oggetto può seguire direttamente:
- Los dansa. – Essi ballano.
- Lo es la dansa? – È la danza?
- La samba es un dansa. – La samba è una danza.
- Los ama dansa la samba. – Essi amano ballare la samba.
- Me ama vide la dansa de la samba par Luis e Luisa. – Amo vedere il ballo della samba di Luis e Luisa.
- Me ia es creada per dansa la samba! – Sono stato creato per ballare la samba!

In lingua franca nova, i verbi vanno spesso in coppia. Il primo è un verbo di disposizione d'animo. Esempi comuni di verbi di questo genere sono:
- atenta (provare)
- debe (dovere)
- esita (esitare)
- espera (sperare)
- espeta (aspettare)
- finje (fingere)
- menasa (minacciare)
- nesesa (avere bisogno)
- osa (osare)
- pare (sembrare)
- pote (potere)
- prefere (preferire)
- sabe (sapere)
- teme (avere paura)
- vade (andare)
- vole (volere)

Il verbo seguente ha la sua forma più semplice:
- Me va atenta vola doman. – Proverò a volare domani.
- On debe brosa sua dentes a cada dia. – Ci si deve spazzolare i denti ogni giorno.

## Aggettivi
Gli aggettivi seguono il sostantivo che alterano, con due eccezioni: bon (buono) e mal (cattivo) possono andare davanti al sostantivo, poiché vengono usati spesso. Gli aggettivi in lingua franca nova non concordano con i loro sostantivi, e non hanno forme diverse per genere o pluralità.
Per i confronti, si usa plu ... ca (più ... di) o min ... ca (meno ... di). Per indicare la superiorità e l'inferiorità, utilizza la plu (il più) e la min (il meno):
- Jan es plu bon ca Jo. – Jan è più buono di Jo.
- Ma Jil es la plu bon. – Ma Jil è il più buono.

L'uguaglianza viene indicata da tan ... como (tanto ... quanto):
- Marco es tan grande como Mona. – Marco è (tanto) grande quanto Mona.

Come i verbi, gli aggettivi possono essere utilizzati come sostantivi. Per esempio, bela (bello) è un aggettivo, ma un bela (un bello) è un sostantivo, e un'abbreviazione per un person bela (una persona bella) o simile. Ciò funziona anche con i participi. Per esempio, una persona che studia è un studiante (uno studente), e la materia di studio è la studiada (ciò che è studiato).
Un aggettivo può essere trasformato in un sostantivo astratto aggiungendo -ia. Si può aggiungere -ia anche ai nomi concreti:
- bela (bello) → belia (bellezza)
- madre (madre) → madria (maternità)

## Avverbi
La lingua franca nova non ha un modo per indicare gli avverbi. Invece, si può usare qualunque aggettivo come avverbio mettendolo dopo un verbo o all'inizio della frase. Gli avverbi che alterano gli aggettivi precedono l'aggettivo. Ci sono anche avverbi che non sono derivati da aggettivi. I seguenti termini sono esempi di avverbi comuni:
- ala (là)
- alora (allora)
- an (persino)
- ance (anche)
- ancora (ancora)
- aora (adesso)
- apena (appena)
- asi (qui)
- bon (bene)
- doman (domani)
- donce (dunque)
- ier (ieri)
- ja (già)
- lenta (lentamente)
- mal (male)
- no (non)
- nunca (mai)
- oji (oggi)
- pronto (subito)
- rapida (rapidamente)
- sempre (sempre)
- tarda (tardi)
- tempora (temporaneamente)
- temprana (prima)
- tro (troppo)
- vera (veramente)

## Preposizioni
Una preposizione si mette davanti a un sostantivo o a un sintagma nominale. Ciò crea un sintagma preposizionale, che si mette dopo il sostantivo alterato o, se si usa come un avverbio, dopo il verbo o all'inizio della frase. Ci sono 22 preposizioni semplici in lingua franca nova:
- a (a)
- ante (davanti a, prima)
- asta (fino a)
- ca (di)
- como (come)
- con (con)
- contra (contro)
- de (da, di)
- en (in)
- entre (tra)
- estra (fuori da)
- longo (lungo)
- par (da, per mezzo di)
- per (per)
- pos (dietro, dopo)
- sin (senza)
- sirca (attorno a, circa)
- su (sotto)
- supra (sopra)
- sur (su)
- tra (attraverso)
- ultra (oltre)

Si possono usare anche alcuni participi come preposizioni, per esempio:
- consernante (= sur) (concernente)
- escluinte (= sin) (escluso)
- esetante (= estra) (ad eccezione di)
- incluinte (= con) (compreso)
- seguente (= pos) (secondo)
- traversante (= tra) (attraverso)

Molte preposizioni si possono usare come avverbi, anteponendo a o de:
- a su (di sotto, verso il basso)
- de supra (da sopra)
- a estra (fuori)
- a en (all'interno)
- a pos (dietro, all'indietro, dopo)
- de ante (da davanti)

Queste preposizioni doppie possono essere utilizzate l'una con l'altra per esprimere relazioni più complicate:
- La mus ia core de pos la cortina. – Il topo corse da dietro la tenda.
- Alora, el ia core a su la table. – A quel tempo, correva sotto il tavolo.

## Congiunzioni coordinanti
La lingua franca nova ha alcune congiunzioni semplici:
- e (e)
- o (o)
- ma (ma)
- donce (dunque)
- e ... e ... (sia ... sia ...)
- o ... o ... (o ... o ...)
- no ... no ... (né ... né ...)

Per esempio:
- Luis e me vole vade, ma Maria vole resta asi. – Io e Luis vogliamo andare, ma Maria vuole restare qui.
- No Luis no Maria vole vade, donce me no vole vade ance. – Né Luis né Maria vogliono andare, dunque anch'io non voglio andare.

## Domande
La lingua franca nova ha alcune parole ed espressioni che si usano per introdurre le domande:
- cual (che cosa, quale)
- ci (= cual person) (chi)
- de ci (di chi)
- como (= en cual modo) (come)
- cuanto (= de cual cuantia) (quanto)
- cuando (= a cual tempo) (quando)
- do (= a cual loca) (dove)
- perce (= per cual razona, par cual causa) (perché)

(La maggior parte di questi termini è anche usata come pronomi e avverbi di relazione e come congiunzioni subordinanti, discusse di seguito.)
Esempi:
- De ci es esta libro? – Di chi è questo libro?
- Cuanto on paia per lete asi? – Quanto si paga per il latte qui?
- Cual auto tu gusta la plu? – Quale auto ti piace di più?
- Perce tu no gusta esta? – Perché non ti piace questo?
- Cuando tu espeta ce el ariva? – Quando ti aspetti che egli arrivi?

Si può mettere la parola interrogativa all'inizio della frase, o nella posizione in cui ci sarebbe la risposta:
- Do vos ia dansa? = Vos ia dansa do? – Dove avete ballato? = Avete ballato dove?
- Cual tu ia dise? = Tu ia dise cual? – Che cosa hai detto? = Hai detto che cosa?

Le domande possono includere una di queste parole, o possono essere indicate solamente con un tono ascendente nella parola finale della frase. È anche possibile esprimere le domande cominciando la frase con la particella interrogativa esce (è vero che), o aggiungendo si (vero) o no (no) alla fine della frase, dopo una virgola. Nello scritto, le domande dirette sono sempre seguite da un punto interrogativo (?):
- Como on construi un casa per avias? – Come si costruisce una casetta per uccelli?
- Tu vole dansa? – Vuoi ballare?
- Esce tu parla deutx? – Parli tedesco?
- Tu parla italian, no? – Parli italiano, no?
- Tu gusta cafe, si? – Ti piace il caffè, vero?

## Proposizioni

### Proposizioni relative
Ci sono due pronomi di relazione, che introducono le proposizioni relative:
- cual (che, riferito a cose)
- ci (che, riferito a persone)

Le proposizioni relative seguono il sostantivo o il sintagma nominale che alterano:
- La fem ci me ama veni de Frans. – La donna che mi ama viene dalla Francia.
- La robot cual me ia construi no opera. – Il robot che ho costruito non funziona.

A volte, il sostantivo prima di cual o ci non è indicato. In questi casi, è meglio se lì si aggiunge lo (esso/a), el (egli/ella) o los (essi/e):
- Me vide lo cual me gusta. – Vedo ciò che mi piace.
- Tu vide el ci fura tua mone? – Vedi colui che ruba il tuo denaro?

Un pronome di relazione può essere introdotto da una preposizione:
- La cosa per cual me reserva mea mone es un bisicle nova. – La cosa per la quale sto risparmiando i soldi è una bicicletta nuova.
- La fem sur ci nos parla labora a mea ofisia. – La donna di cui stiamo parlando lavora al mio ufficio.
- La xico de ci nos ia salva sua can ia es multe grasiosa. – Il ragazzo di cui abbiamo salvato il cane era molto grazioso.

Anche do (dove) e cuando (quando) vengono usati per introdurre le proposizioni relative:
- Esta es la site do me vole abita. – Questa è la città dove voglio abitare.
- Me ia vade ala en la anio cuando me ia fini mea studias. – Sono andato là nell'anno in cui ho finito i miei studi.

### Proposizioni avverbiali
Queste congiunzioni subordinanti introducono le proposizioni avverbiali:
- si (se)
- afin (affinché)
- car (poiché)
- ca (di)

Una proposizione avverbiale segue normalmente la sua proposizione principale:
- Me ta pote vade si me ia ave un auto. – Potrei andare se avessi un'automobile.
- Me core afin la rinoseros no catura me. – Corro affinché i rinoceronti non mi catturino.
- Me no teme la can car el es multe peti. – Non ho paura del cane perché è molto piccolo.
- Esta es plu labora ca me ia previde. – Questo è più lavoro di quanto io prevedessi.

Si possono usare anche alcuni avverbi come congiunzioni subordinanti:
- como (come)
- do (dove)
- cuando (quando)
- cuanto (quanto)

Per esempio:
- La lupos cria cuando los vide la luna. – I lupi piangono quando vedono la luna.
- Me vole abita do la clima es bon. – Voglio abitare dove il tempo è bello.
- Me vive como me vole vive. – Vivo come voglio vivere.
- E me come cuanto me gusta. – E io mangio quanto mi piace.

Do e cuando possono essere introdotti da preposizioni:
- pos cuando (dopo che)
- ante cuando (prima che)
- asta cuando (fino a quando)
- de cuando (da quando)
- en cuando (mentre)
- a do (verso dove)
- de do (da dove)

Per esempio:
- El ia pote sci ante cuando el ia pote pasea. – Ha potuto sciare prima che potesse camminare.
- Me gusta escuta la radio en cuando me labora. – Mi piace ascoltare la radio mentre lavoro.

### Proposizioni completive
Ce (che) è usato come una congiunzione subordinante per introdurre una proposizione completiva. Solitamente, la proposizione segue il verbo come suo complemento oggetto:
- Me pensa ce el es bela. – Penso che sia bella.
- El ia dise ce tua auto es fea. – Ha detto che la tua automobile è brutta.
- La gato entra la sala sin ce algun vide el. – Il gatto entra nella stanza senza che qualcuno lo veda.

Costruzioni alternative permettono di enfatizzare significati differenti:
- El senti ce la bebe colpa. – Sente che il bimbo batte.
- El senti la bebe colpante. – Sente il bimbo battere.
- El senti la colpa de la bebe. – Sente il colpo del bimbo.

Esce (se) può anche essere usato così:
- Me duta esce el pote salta a un metre alta. – Dubito che io possa saltare in alto di un metro.

Vengono anche usati ci (chi) e cual (che cosa) per introdurre le proposizioni completive:
- Me no pote recorda ci me es. – Non riesco a ricordare chi sono.
- El sabe cual me desira per natal. – Sa che cosa desidero per Natale.

Ci sono anche sei avverbi capaci di introdurre una proposizione completiva:
- Me no sabe cuando me va parti. – Non so quando partirò.
- Me sabe de do tu veni. – So da dove vieni.
- Me no gusta como el parla. – Non mi piace come parla.
- Me comprende perce tu odia el. – Capisco perché lo odi.
- Me no recorda cuanto me ia come. – Non ricordo quanto ho mangiato.
- Me demanda a me esce el ama me. – Mi chiedo se mi ama.

## Numeri
- 0 = zero (zero)
- 1 = un (uno)
- 2 = du (due)
- 3 = tre (tre)
- 4 = cuatro (quattro)
- 5 = sinco (cinque)
- 6 = ses (sei)
- 7 = sete (sette)
- 8 = oto (otto)
- 9 = nove (nove)
- 10 = des (dieci)

I numeri più grandi si costruiscono in questo modo:
- 11 = des-un (undici)
- 20 = dudes (venti)
- 100 = sento (cento)
- 101 = sento-un (centouno)
- 321 = tresento-dudes-un (trecentoventuno)
- 1000 = mil (mille)
- 45 678 = cuatrodes-sinco mil sessento-setedes-oto (quarantacinquemilaseicentosettantotto)
- 1 000 000 = milion (un milione)
- 1 000 000 000 = mil milion (un miliardo)

I numeri che esprimono l'ordine delle cose hanno la stessa forma, ma seguono il sostantivo:
- la om tre en loca de la tre omes (il terzo uomo al posto dei tre uomini)

Per includere un numero ordinale in un confronto, la lingua franca nova usa costruzioni come queste:
- Lo es la stela tre la plu briliante. – È la terza stella più brillante.
- Lo es la stela tre en brilia. – È la terza stella in brillantezza.

Le frazioni sono costruite con -i, per esempio dui (un mezzo), tri (un terzo), cuatri (un quarto) ..., desi (un decimo), senti (un centesimo), mili (un millesimo), ecc. I multipli e i gruppi si possono indicare con -uple, come duple (doppio), truple (triplo), ecc.

## Affissi
La lingua franca nova ha alcuni affissi regolari che aiutano nella creazione di parole nuove.

### Suffissi
Tre suffissi comuni sono -or, -ador e -eria, che si riferiscono rispettivamente a una persona, uno strumento e un luogo. Si possono aggiungere ai sostantivi, agli aggettivi e ai verbi. Per esempio:
- carne (carne) + -or → carnor (macellaio)
- carne (carne) + -eria → carneria (macelleria)
- lava (lavare) + -eria → laveria (lavanderia)
- lava (lavare) + -ador → lavador (lavatrice)

Un suffisso molto utile è -i. Quando viene aggiunto a un aggettivo o ad alcuni sostantivi, significa deveni (tal) (diventare (così)) – o, se si aggiunge un complemento oggetto, causa ce (la ojeto) deveni (tal) (far sì che (il complemento oggetto) diventi (così)). Si usa -i anche con i nomi di utensili per creare verbi transitivi che significano usa la util a/sur (la ojeto) (usare l'utensile sul (complemento oggetto)). Per esempio:
- calda (caldo) + -i → caldi (riscaldare)
- telefon (telefono) + -i → telefoni (telefonare)

Due altri suffissi comuni sono -eta, che indica una variante piccola di una cosa, e -on, che indica una variante grande. Tuttavia, essi non sono altro che sinonimi di peti (piccolo) e grande (grande):
- bove (bue) + -eta → boveta (vitello: un bue giovane)
- tela (tela) + -on → telon (lenzuolo, tovaglia: una tela grande per coprire un letto o un tavolo)

Alcuni suffissi trasformano i sostantivi in aggettivi: -al significa pertinente a ... (pertinente a), -in significa simil a ... (simile a), e -osa significa plen de ... (pieno di):
- nasion (nazione) + -al → nasional (nazionale: in relazione alla nazione)
- serpente (serpente) + -in → serpentin (sinuoso: come un serpente)
- mofo (muffa) + -osa → mofosa (ammuffito: coperto da muffa)

Altri suffissi comprendono -able, -isme e -iste.

### Prefissi
La lingua franca nova ha anche tre prefissi comuni. Non- significa no ... (non ...), re- significa denova (di nuovo) o en la dirije oposante (nella direzione opposta), e des- indica l'inverso di un'azione:
- non- + felis (felice) → nonfelis (infelice)
- re- + dona (dare) → redona (restituire)
- des- + infeta (infettare) → desinfeta (disinfettare)

Altri prefissi comprendono pos-, pre-, supra-, su-, media-, vis- e auto-.

### Parole composte
Si può anche creare parole unendo due parole esistenti. La maggior parte delle parole composte è costruita con un verbo e il suo complemento oggetto:
- porta (portare) + candela (candela) → portacandela (candelabro: uno strumento che porta una candela)
- pasa (trascorrere) + tempo (tempo) → pasatempo (passatempo)
- para (parare) + pluve (pioggia) → parapluve (ombrello)

Allo stesso modo, si può aggiungere bon (buono) e mal (cattivo) ad altre parole:
- bon (buono) + dise (dire) → bondise (benedire)
- mal (cattivo) + acusa (accusare) → malacusa (diffamare)

Normalmente, due sostantivi non si uniscono, ma si legano con de o un'altra preposizione:
- avia de mar (uccello marino)
- fini de semana (fine settimana)
- molda per pan (teglia per il pane)

La lingua franca nova ha due eccezioni a questa regola, quando entrambi i sostantivi indicano direttamente la stessa cosa. In alcuni casi, il secondo sostantivo specifica ulteriormente il primo sostantivo:
- la serpente boa (il serpente boa constrictor)
- la nasiones membros (le nazioni membri)

In altri casi, il secondo sostantivo è equivalente, e si combina con un trattino:
- la produor-diretor (il produttore-regista)